# Saint-Pons-de-Thomières
Saint-Pons-de-Thomières este o comună în departamentul Hérault din sudul Franței. În 2009 avea o populație de 2.091 de locuitori.

## Evoluția populației
| An        | 1975  | 1982  | 1990  | 1999  | 2006  | 2009  |
| --------- | ----- | ----- | ----- | ----- | ----- | ----- |
| Populație | 3.117 | 2.733 | 2.566 | 2.287 | 2.157 | 2.091 |